# Tullio Regge
Tullio Eugenio Regge (* 11. Juli 1931 in Turin; † 23. Oktober 2014 in Orbassano) war ein italienischer Physiker, der vor allem in der theoretischen Elementarteilchenphysik arbeitete.

## Leben
Nach einer Jugend in den Nachkriegsjahren, in der er in Gefahr schwebte ins kriminelle Milieu abzurutschen, graduierte er 1952 an der Universität Turin in Physik. Von 1954 bis 1956 setzte er sein Studium an der University of Rochester in New York fort, promovierte dort und ging 1958/1959 ans Max-Planck-Institut für Physik nach München zu Werner Heisenberg. 1960 entwickelte er den Regge-Kalkül, eine diskrete Version der Allgemeinen Relativitätstheorie. Auf diesem Gebiet arbeitete er auch seit den 1950er Jahren mit John Archibald Wheeler zusammen (Untersuchung der Schwarzschild-Singularität 1957). Seit 1961 war er Professor für Theoretische Physik in Turin. In den 1960er Jahren arbeitete er vor allem in Princeton und am dortigen Institute for Advanced Study, dessen Mitglied er ab 1964 war. 1979 kehrte er endgültig nach Italien zurück. Er wurde Professor am Polytechnikum Turin.
Nach 1979 war Regge mehrmals Gastwissenschaftler am CERN.
Regge war auch politisch aktiv. Von 1989 bis 1994 war er Abgeordneter im Europäischen Parlament. Mit seinem Freund Edoardo Amaldi war er Mitglied der italienischen Gesellschaft zur Untersuchung paranormaler Phänomene (CICAP). Er schrieb regelmäßig in italienischen Zeitungen, z. B. in Le Scienze, der italienischen Ausgabe von Scientific American.
Er war Mitglied der Accademia Nazionale dei Lincei und seit 1975 auch der Accademia Nazionale delle Scienze. 1982 wurde er zum Mitglied der American Philosophical Society gewählt. 1964 erhielt er den Dannie-Heineman-Preis für mathematische Physik, 1967 den Francesco-Somaini-Preis für Physik, 1979 den Albert Einstein Award, 1996 die Dirac-Medaille (ICTP) und 2001 den Pomerantschuk-Preis. 1970 war er eingeladener Sprecher auf dem Internationalen Mathematikerkongress in Nizza (Thema: Feynman integrals and S-Matrix).

## Werk
Am bekanntesten ist seine Arbeit in der analytischen S-Matrix-Theorie der starken Wechselwirkungen. Bei Betrachtung im ins Komplexe erweiterten Drehimpulsraum konnte man für die Hadron-Resonanzen (die Regge-Polen entsprachen) Beziehungen zwischen den Massen und Drehimpulsen aufstellen, sie konnten auf Regge-Trajektorien angeordnet werden (Regge-Theorie). Die Idee des Programms war, die S-Matrix aus Symmetrieargumenten und analytischer Fortsetzung zu konstruieren. Es galt in den 1960er Jahren als hoffnungsvolle Alternative zur konventionellen Quantenfeldtheorie. Sie erlebte damals einen Boom ähnlich der Stringtheorie in den 1980er Jahren. Außerdem untersuchte Regge damals die mathematische Struktur der Feynmanintegrale. In den 1990er Jahren beschäftigte er sich wieder verstärkt mit der Gravitationstheorie (Quantengravitation, gruppentheoretischer Zugang).

## Veröffentlichungen
- Introduction to complex angular momentum. Il Nuovo Cimento Series 10, Bd. 14, 1959, S. 951.
- Bound states, shadow states and the Mandelstam representation. Nuovo Cimento Bd. 18, 1960, S. 947.
- Feynman integrals, algebraic topology methods and Feynman relativistic amplitudes. in Les Houches Lectures 1964 Relativity, groups and topology.
- Feynman integrals. International Congress of Mathematicians 1970, Nizza.
- S-Matrix and Feynmanintegrals. in Klauder Magic without magic 1972.
- Group manifold approach to unified gravity. in Stora, deWitt (Hrsg.) Relativity, groups and topology II. Les Houches Lectures, 1984.
- Vittorio deAlfaro, Regge Potential scattering. North Holland, Amsterdam 1965.
- Elementary course in General Relativity. CERN 1983.

### Populärwissenschaftliche Werke im Italienischen
- mit Primo Levi Dialogo. Einaudi 1987.
- Lettera ai giovani sulla scienza. Rizzoli, 2004.
- mit Peruzzi Giulio: Spazio, tempo e universo. Passato, presente e futuro della teoria della relatività. UTET Libreria, 2003.
- L’universo senza fine. Breve storia del Tutto: passato e futuro del cosmo. Mondadori, Mailand 1999.
- Infinito. Mondadori, Mailand 1996.
- Regge, Ruth Williams: Discrete structures in gravity. In: J.Math.Phys., 2000 (englisch) arxiv:gr-qc/0012035